# Studeno na Blokah
Studeno na Blokah este o localitate din comuna Bloke, Slovenia, cu o populație de 38 de locuitori.